# Чжуан-гун (династия Лу)
Чжуан-гун (кит. упр. 魯莊公; 7 октября 706 — 11 августа 662 до н. э.) — 16-й хоу княжества Лу в 693—662 до н. э.

## Биография
Сын 15-го правителя Лу Хуань-гуна и циской принцессы Вэнь Цзян.
Родился в один день с отцом, поэтому получил имя Тун («Одинаковый»). После убийства Хуань-гуна цисцами в 694 году Тун был приведен к власти и стал называться
Чжуан-гуном.
Зимой 689 года он совершил поход в княжество Вэй и восстановил у власти Хуэй-гуна. В 686 году в Лу из соседнего Ци бежал княжич Цзю, проигравший борьбу за наследование престола. В следующем году Чжуан-гун пытался вмешаться в политическую борьбу в Ци и поставить там правителем Цзю, но потерпел неудачу, после чего циский Хуань-гун начал войну с княжеством Лу. Значительно более сильное Ци имело в этом конфликте перевес, и «оказавшиеся в опасности лусцы убили княжича Цзю», а его влиятельного сторонника Гуань Чжуна выдали цискому правителю. Луское войско проиграло три сражения, но смогло добиться успеха в описанной в «Цзо-чжуань» битве при Чаншао в январе 684, где военачальник Цао Мо (Цао Мэй, Цао Гуй) одержал победу.
Ради заключения мира Чжуан-гун был готов поступиться частью территории, но в 681 году во время переговоров в Кэ Цао Мо, угрожая кинжалом, заставил Хуань-гуна вернуть земли.
После улучшения отношений с Ци Чжуан-гун в 672 году женился на дочери циского Сян-гуна Ай Цзян. По утверждению древнего комментатора, луский правитель не хотел вступать в брак с дочерью убийцы своего отца, но уступил настояниям своей распутной матери.
В следующем году Чжуан-гун совершил поездку в Ци, чтобы наблюдать церемонию принесения жертв духу Земли. Этот поступок был осужден составителями «Цзо-чжуань» и «Го юй», приводящими речь Цао Гуя, упрекавшего правителя в нарушении норм княжеского поведения. Принесение жертв было внутренним делом Ци и луский хоу не был обязан при этом присутствовать (порядок княжеских визитов был расписан в соответствии с традиционным церемониалом). Подобная поездка означала признание более высокого положения правителя Ци, ставшего в 679 году первым гегемоном эпохи Множества царств. Р. В. Вяткин в качестве возможного объяснения причин поездки указывает, что жертвоприношение сопровождалось военным смотром.
Вернувшись из Ци, Чжуан-гун, по мнению ревнителей традиций, стал чрезмерно украшать храм, возведенный в честь отца, и заставил жен аристократов и сановников явиться к своей жене с подношениями. В последнем случае, по мнению Л. С. Васильева, к осознанию неравного положения с соседним княжеством «примешивалась осознанная задним числом неприязнь к очередной женщине из Ци, которая может принести, как и предыдущая, немало неприятностей высоко ценившему свою репутацию царству Лу».
При этом в правление Чжуан-гуна отношения с Ци оставались добрососедскими. В 668 году Ци помогло лусцам победить жунов, в 663 году циское войско само напало на жунов, пройдя через территорию Лу, одержало победу и поделилось добычей и пленными. Во время поразившего Лу в 666 году голода цисцы поставили соседям зерно.
Не имевший детей от главной жены, Чжуан-гун завещал власть сыну от любимой наложницы Баню, что привело к династическому кризису в Лу, способствовавшему упадку княжества.